# Despéiname la vida
Despéiname la vida es una telenovela boliviana creada y dirigida por Daniel Aguire y Pato Romay (en la segunda unidad). Fue producida y emitida en la cadena de televisión boliviana, Unitel desde el 16 de julio hasta el 29 de octubre de 2018. Es considerada la primera telenovela grabada en HD.

## Argumento
La historia se concentra en el romance entre Enrique (Ronico Cuéllar), ejecutivo de una empresa de automotores y María (Grisel Quiroga), la dueña de una peluquería. 
Mientras Enrique es formal y tranquilo, sobre todo desde la muerte de su esposa y la responsabilidad de cuidar a su hija, Camilita (Mía Arauz), María es más tierna y comprensiva para luego tener una personalidad más jovial y alegre.
Entre su historia de amor se interpone Danitza (Susy Diab), quien junto a su madre, están en la “cacería” de un hombre. También le acompaña, Rosita (Gabriela Sandoval), la mejor amiga de María y que siempre esta con sus ocurrencias. 

## Elenco
- Ronico Cuéllar como Enrique Justiniano
- Grisel Quiroga como Ana María
- Susy Diab como Danitza Villegas
- Lorena Sugier como Estela
- Elías Serrano como Jorge Antelo
- Miguel Cavassa como Raúl
- Mario Chávez como Paolo
- Gabriela Sandoval como Rosa
- Mia Arauz como Camila
- Jorge Urquidi como Mario
- Vania Taborga como Micaela
- Mauricio Pantoja como Petrachi
- Hernán Hurtado como Isacc
- Jessica Ortiz como Pilar
- Oliver Montoya como Locango
- Miguel Mostajo como Sebastian
- Yovinka Arredondo como Graciela[2]

## Episodios

### Temporadas
|  | 1 | 76 | 16 de julio de 2018 | 29 de octubre de 2018 | 25.7 (Estreno). | Unitel |

## Banda sonora
| N.º | Título                    | Música | Escritor(es)           | Duración |  |
| 1.  | «La ideal»                |        | Rigeo                  | 2:59     |  |
| 2.  | «Al filo de tu amor»      |        | Carlos Vives           | 3:37     |  |
| 3.  | «Bella»                   |        | Wolfine                | 3:18     |  |
| 4.  | «Bésame»                  |        | Miguel Ángel Caballero | 3:25     |  |
| 5.  | «Besándote»               |        | Piso 21                | 3:01     |  |
| 6.  | «Big Beat»                |        | Touch and Go           | 3:12     |  |
| 7.  | «Caminar de tu mano»      |        | Río Roma               | 3:42     |  |
| 8.  | «Chantaje»                |        | Shakira Maluma         | 3:16     |  |
| 9.  | «Corazón»                 |        | Nego do Borel Maluma   | 3:05     |  |
| 10. | «Déjala que vuelva»       |        | Piso 21 Manuel Turizo  | 3:41     |  |
| 11. | «Done for Me»             |        | Charlie Puth Kehlani   | 3:00     |  |
| 12. | «Dueles»                  |        | Jesse & Joy            | 4:07     |  |
| 13. | «Échame la culpa»         |        | Luis Fonsi Demi Lovato | 2:53     |  |
| 14. | «El baile del traca trac» |        | Delmiro Vega           | 3:41     |  |
| 15. | «Hermosa ingrata»         |        | Juanes                 | 3:01     |  |
| 16. | «Hey, DJ»                 |        | CNCO Yandel            | 3:25     |  |
| 17. | «La sanadora»             |        | Marcos Mares           | 4:27     |  |
| 18. | «No sabía»                |        | Luis Jara              | 4:21     |  |
| 19. | «Perfect»                 |        | Ed Sheeran             | 4:19     |  |
| 20. | «Perfecta para mí»        |        | La Otra Fé             | 4:19     |  |
| 21. | «Perro fiel»              |        | Nicky Jam Shakira      | 3:15     |  |
| 22. | «Princesa»                |        | Río Roma CNCO          | 5:21     |  |
| 23. | «Que me has hecho»        |        | Chayanne Wisin         | 3:30     |  |